# Col de Toutée
Le col de Toutée est un col routier à 996 m d'altitude dans le Puy-de-Dôme, en France.

## Géographie
Le col se trouve dans le parc naturel régional du Livradois-Forez, en limite des communes de Saint-Amant-Roche-Savine et de Cunlhat, à l'ouest d'Ambert. Il est emprunté par l'ancienne route nationale 496.

## Cyclisme

### Tour de France
Classé ou non au Grand prix de la montagne du Tour de France en 2e catégorie ou 4e catégorie, le col est gravi par le Tour de France 1959 pour la première fois lors de la 16e étape entre Clermont-Ferrand et Saint-Étienne.
| Année | Étape | Catégorie | 1er au sommet    |
| ----- | ----- | --------- | ---------------- |
| 1996  | 13e   | 4         | Stefano Cattai   |
| 1986  | 21e   | 2         | Marino Lejarreta |
| 1978  | 15e   | hors GPM  |                  |
| 1971  | 9e    | hors GPM  |                  |
| 1959  | 16e   | hors GPM  |                  |

### Critérium du Dauphiné
L’ascension du col de Toutée, classée en 3e catégorie, est effectuée lors de la 2e étape du critérium du Dauphiné 2023. Donavan Grondin le passe en tête.